# Кршижиковы фонтаны

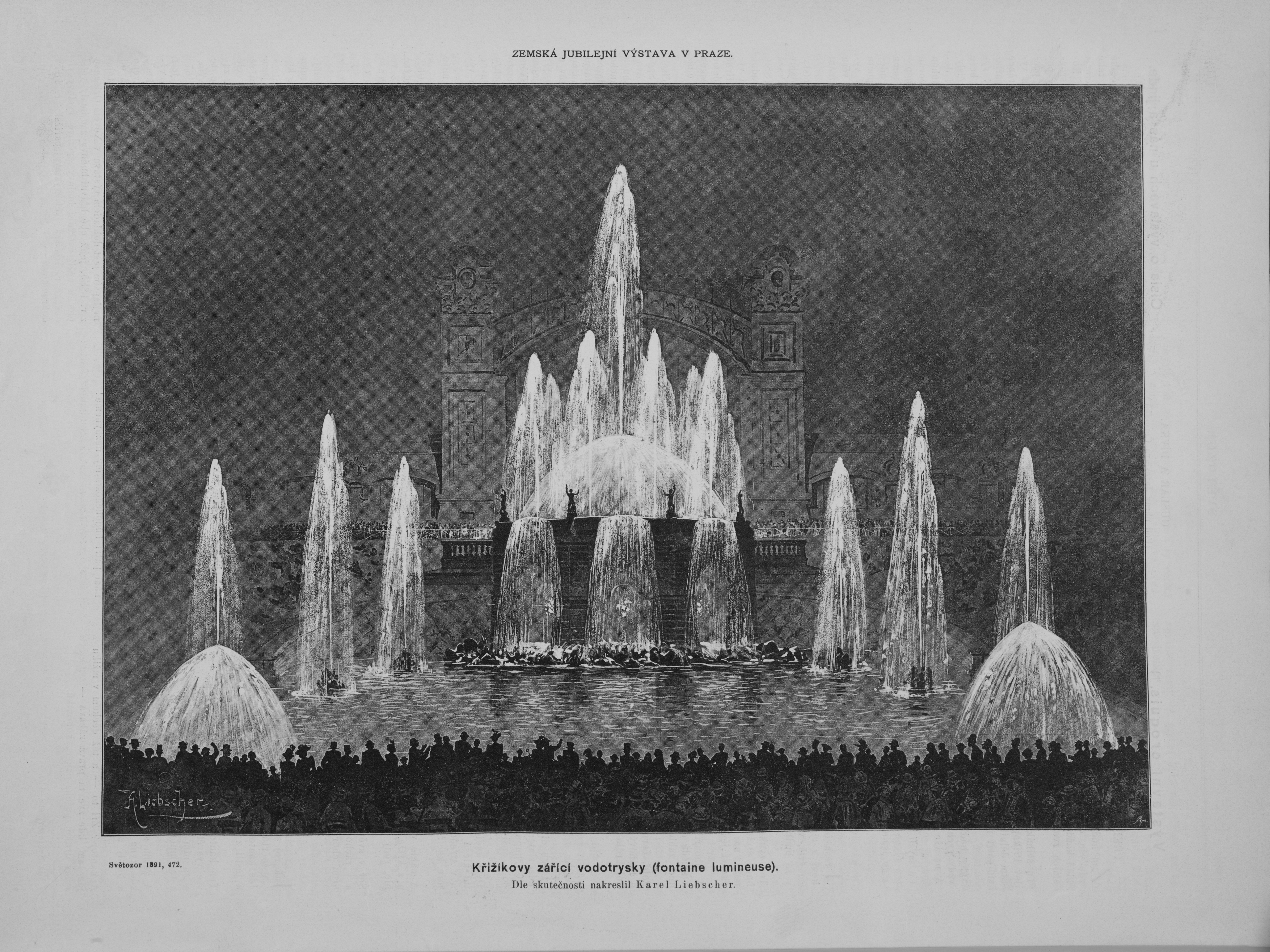
Кршижиковы фонтаны на открытке 1891 года (с картины Карела Либшера)

Кршижиковы фонтаны (чеш. Křižíkova fontána) — комплекс поющих фонтанов, расположенных за павильонами Пражских выставок. Названы в честь главного инженера Франтишека Кршижика. Были построены к открытию Первой Чешской индустриальной выставки династии Габсбургов в 1891 году. Сегодняшний вид фонтаны получили после реконструкции проведенной 100 лет спустя - в 1991 году, по случаю подготовки к Всеобщей Чехословацкой выставке.
Считаются уникальным европейским достоянием. В бассейне размером 25 на 45 метров расположены водные кольца, увенчанные 3.000 распылителей и управляемые 49 насосами, общая длина труб составляет около 2-х километров. Места для зрителей решены в виде амфитеатра, рассчитанного на 6 тысяч зрителей. Длительность представления — 40 минут, во время сезона, ежедневно проходит три различных представления, которые идут каждый час, начиная с 20:00.
На данный момент фонтаны не работают.